# Chlorophytum

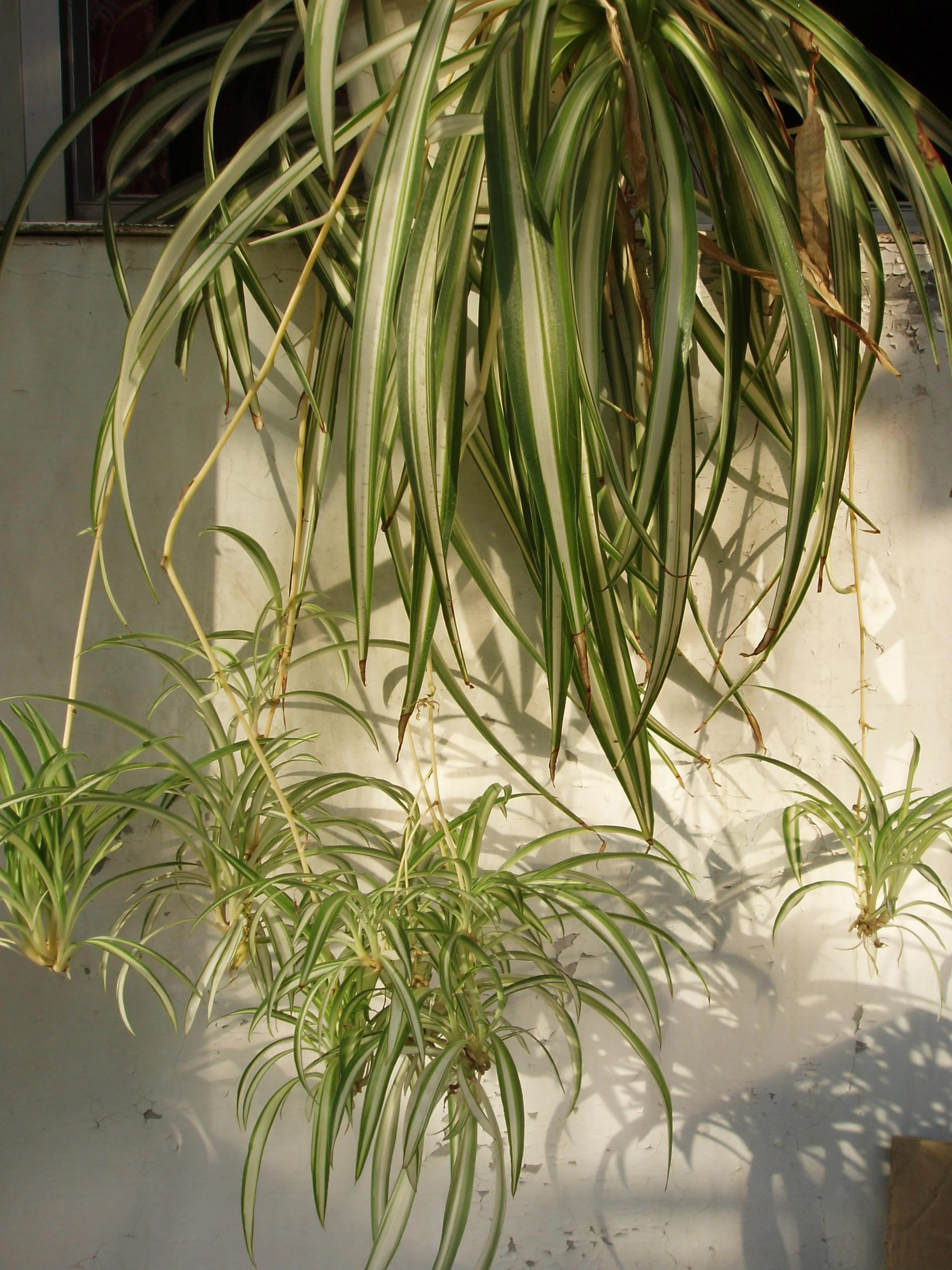
Chlorophytum comosum 'Vittatum' – um cultivar variegado.

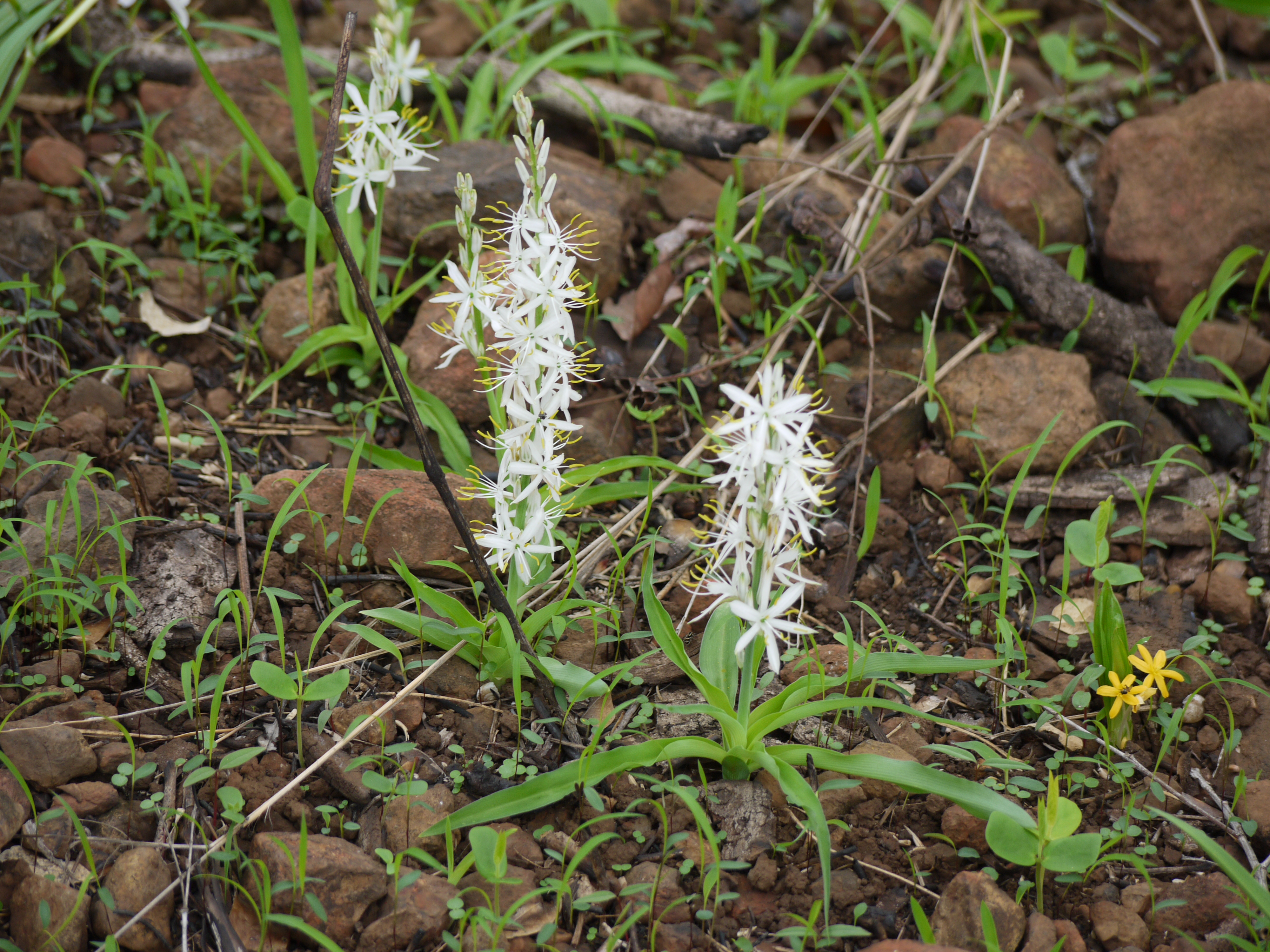
Chlorophytum borivilianum

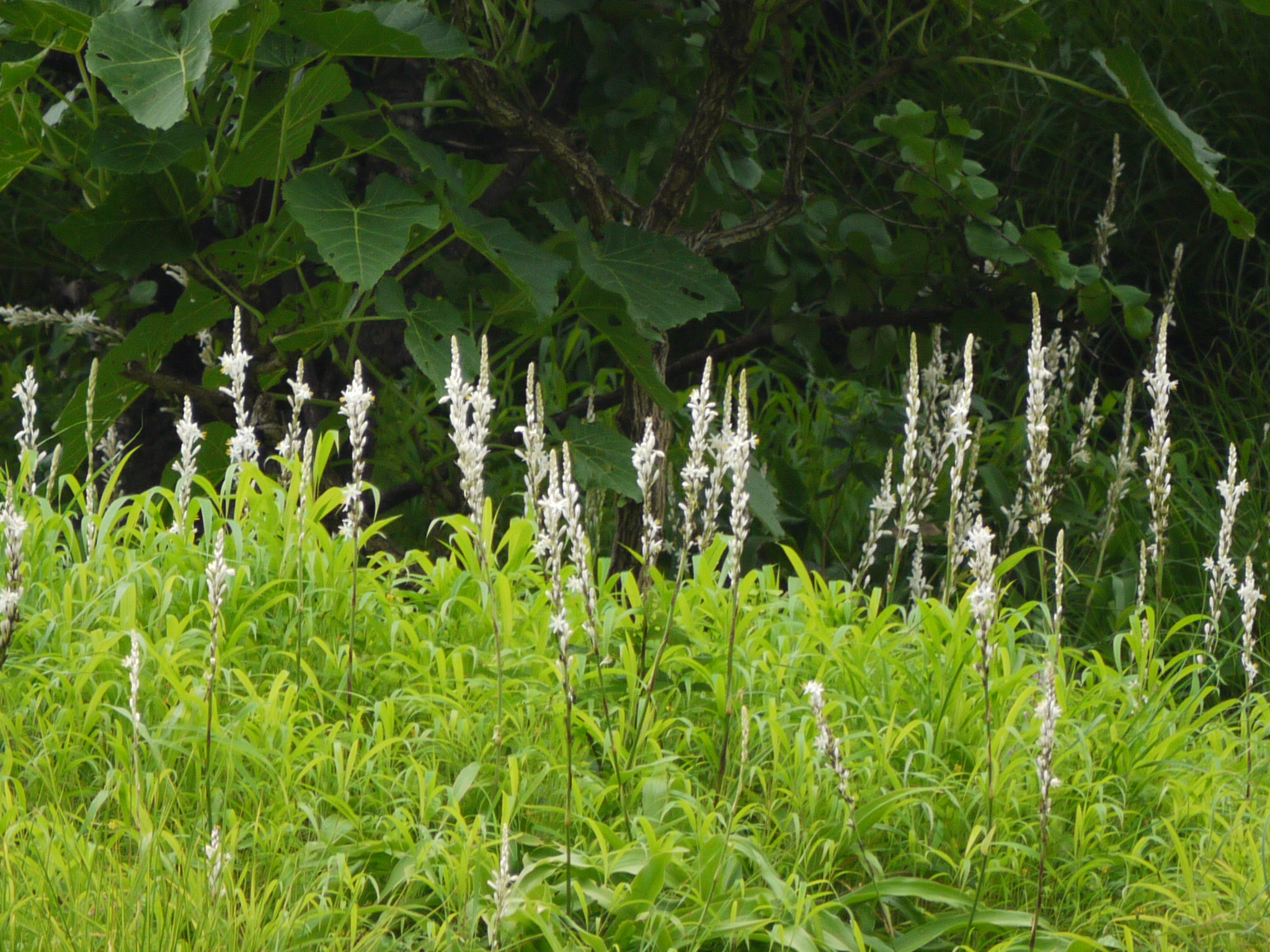
Chlorophytum glaucum

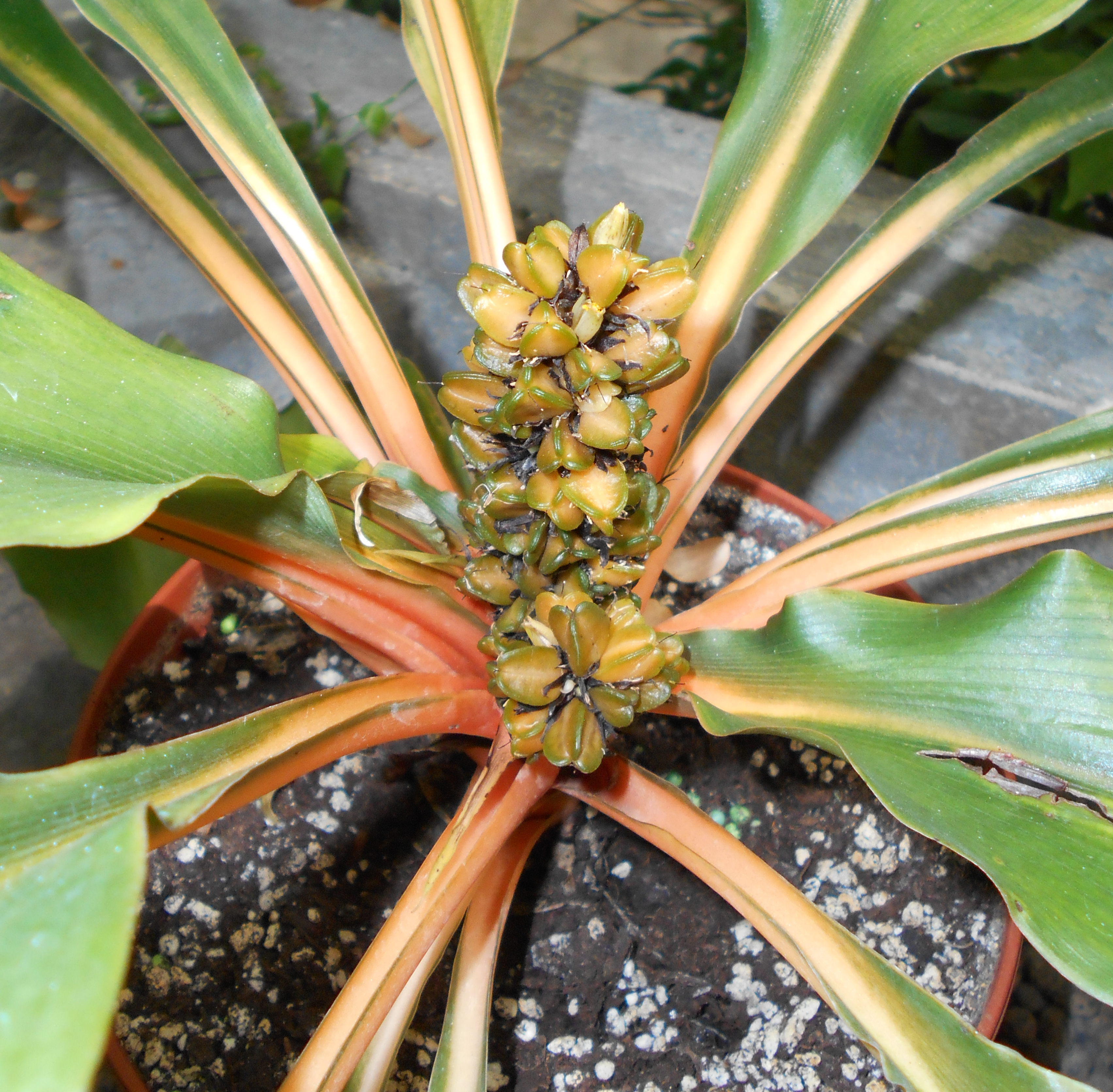
Chlorophytum orchidastrum, em fruto.

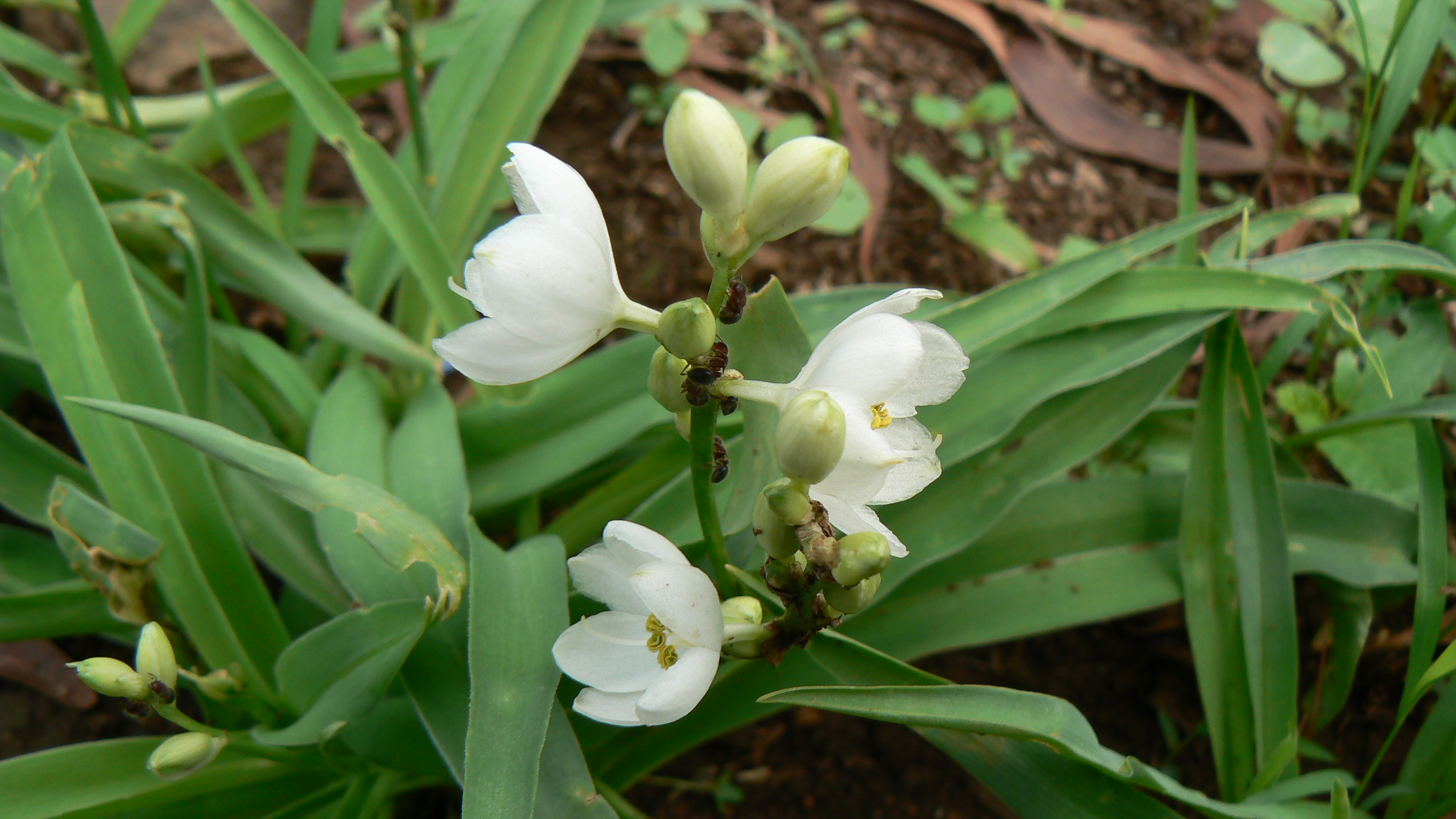
Chlorophytum tuberosum

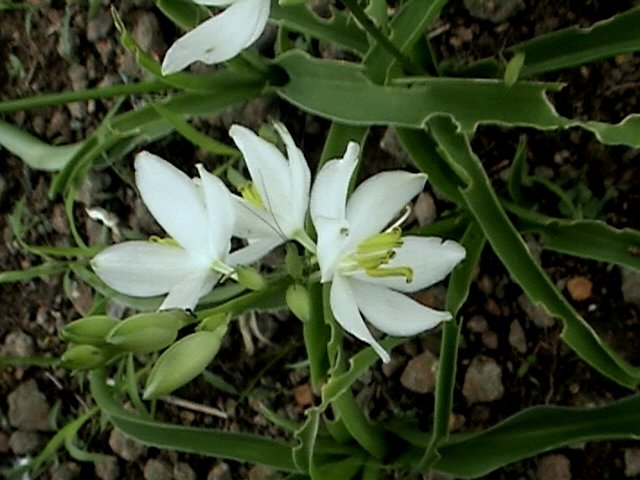
Inflorescência de Chlorophytum tuberosum

Chlorophytum é um género de plantas com flor, pertencente à família Asparagaceae, que agrupa cerca de 190-200 espécies de herbáceas perenes com distribuição natural nas regiões tropicais e subtropicais da África, Austrália e Ásia.

## Descrição
As espécies pertencentes ao género Chlorophytum são plantas herbáceas que atingem 10–60  cm de altura, com folhas  longas e delgadas, em roseta, com 15–75  cm de comprimento e de 0,5–2  cm de largura, e raízes tuberosas.
As flores são pequenas, geralmente brancas, agrupadas em panículas esparsas de até 120 cm de comprimento. Em algumas espécies as plantas também se reproduzem vegetativamente por meio de plântulas que enraízam ao tocar no solo.
A espécie Chlorophytum comosum, a espécie conhecida como clorófito, nativa do sul da África, é uma planta de interior muito popular, especialmente na sua forma variegada 'Vittatum'. É geralmente cultivado em vasos suspensos por cordas ou arames em locais ensolarados.
A espécie Chlorophytum borivilianum é uma planta nativa da Índia, cultivada para fins medicinais.

## Taxonomia
A listagem da World Checklist of Selected Plant Families reconhece 191 espécies no género Chlorophytum  (actualização de 2013):
- Chlorophytum acutum (C.H.Wright) Nordal
- Chlorophytum affine Baker
  - Chlorophytum affine var. affine
  - Chlorophytum affine var. curviscapum (Poelln.) Hanid
- Chlorophytum africanum (Baker) Baker
- Chlorophytum alismifolium Baker
- Chlorophytum alpinum Benth. ex Baker
- Chlorophytum altum Engl. & K.Krause
- Chlorophytum amplexicaule Baker
- Chlorophytum anceps (Baker) Kativu
- Chlorophytum andongense Baker
- Chlorophytum angulicaule (Baker) Kativu
- Chlorophytum angustiracemosum Poelln.
- Chlorophytum angustissimum (Poelln.) Nordal
- Chlorophytum ankarense H.Perrier
- Chlorophytum appendiculatum H.Perrier
- Chlorophytum applanatum Nordal & Thulin
- Chlorophytum arcuatoramosum R.B.Drumm.
- Chlorophytum aridum Oberm.
- Chlorophytum arundinaceum Baker
- Chlorophytum aureum Engl.
- Chlorophytum basitrichum Poelln.
- Chlorophytum baturense K.Krause
- Chlorophytum benuense Engl. & K.Krause
- Chlorophytum bharuchae Ansari, Sundararagh. & Hemadri
- Chlorophytum bifolium Dammer
- Chlorophytum blepharophyllum Schweinf. ex Baker
  - Chlorophytum blepharophyllum subsp. blepharophyllum
  - Chlorophytum blepharophyllum subsp. pendulum Hoell & Nordal
  - Chlorophytum blepharophyllum subsp. rubropygmaeum Bjorå & Nordal
- Chlorophytum borivilianum Santapau & R.R.Fern.
- Chlorophytum bowkeri Baker
- Chlorophytum brachystachyum Baker
- Chlorophytum bracteatum Hua
- Chlorophytum brevipedunculatum Poelln.
- Chlorophytum breviscapum Dalzell
- Chlorophytum bulbinifolium Hoell & Nordal
- Chlorophytum burundiense Meerts
- Chlorophytum calyptrocarpum (Baker) Kativu
- Chlorophytum cameronii (Baker) Kativu
  - Chlorophytum cameronii var. cameronii
  - Chlorophytum cameronii var. grantii (Baker) Nordal
  - Chlorophytum cameronii var. purpuratum (Rendle) Govaerts
- Chlorophytum camporum Engl. & K.Krause
- Chlorophytum capense (L.) Voss
- Chlorophytum caudatibracteatum Engl. & K.Krause
- Chlorophytum caulescens (Baker) Marais & Reilly
- Chlorophytum chelindaense Kativu & Nordal
- Chlorophytum chevalieri Poelln.
- Chlorophytum chinense Bureau & Franch.
- Chlorophytum chloranthum Baker
- Chlorophytum clarae Bjorå & Nordal
- Chlorophytum collinum (Poelln.) Nordal
- Chlorophytum colubrinum (Baker) Engl.
- Chlorophytum comosum (Thunb.) Jacques
- Chlorophytum cooperi (Baker) Nordal
- Chlorophytum cordifolium De Wild.
- Chlorophytum crassinerve (Baker) Oberm.
- Chlorophytum crispum (Thunb.) Baker
- Chlorophytum cyperaceum (Kies) Nordal
- Chlorophytum dalzielii (Hutch. ex Hepper) Nordal
- Chlorophytum debile Baker
- Chlorophytum decaryanum H.Perrier
- Chlorophytum decipiens Baker
- Chlorophytum densiflorum Engl.
- Chlorophytum dianellifolium (Baker) H.Perrier
- Chlorophytum distichum H.Perrier
- Chlorophytum dolichocarpum Tamura
- Chlorophytum ducis-aprutii Chiov.
- Chlorophytum fasciculatum (Baker) Kativu
- Chlorophytum filifolium Nordal & Thulin
- Chlorophytum filipendulum Baker
  - Chlorophytum filipendulum subsp. filipendulum
  - Chlorophytum filipendulum subsp. amaniense (Engl.) Nordal & A.D.Poulsen
- Chlorophytum fischeri (Baker) Baker
- Chlorophytum gallabatense Schweinf. ex Baker
- Chlorophytum galpinii (Baker) Kativu
  - Chlorophytum galpinii var. galpinii
  - Chlorophytum galpinii var. matabelense (Baker) Kativu
  - Chlorophytum galpinii var. norlindhii (Weim.) Kativu
- Chlorophytum geayanum (H.Perrier) Marais & Reilly
- Chlorophytum geophilum Peter ex Poelln.
- Chlorophytum glaucoides Blatt.
- Chlorophytum glaucum Dalzell
- Chlorophytum goetzei Engl.
- Chlorophytum gothanense Malpure & S.R.Yadav
- Chlorophytum gracile Baker
- Chlorophytum graminifolium (Willd.) Kunth
- Chlorophytum graniticola Kativu
- Chlorophytum graniticum H.Perrier
- Chlorophytum graptophyllum (Baker) Marais & Reilly
- Chlorophytum haygarthii J.M.Wood & M.S.Evans
- Chlorophytum herrmannii Nordal & Sebsebe
- Chlorophytum heynei Baker
- Chlorophytum hiranense Nordal & Thulin
- Chlorophytum hirsutum A.D.Poulsen & Nordal
- Chlorophytum holstii Engl.
- Chlorophytum humbertianum H.Perrier
- Chlorophytum humifusum Cufod.
- Chlorophytum hypoxiforme (H.Perrier) Marais & Reilly
- Chlorophytum hysteranthum Kativu
- Chlorophytum immaculatum (Hepper) Nordal
- Chlorophytum inconspicuum (Baker) Nordal
- Chlorophytum indicum (Willd. ex Schult. & Schult.f.) Dress
- Chlorophytum inornatum Ker Gawl.
- Chlorophytum intermedium Craib
- Chlorophytum kolhapurense Sardesai, S.P.Gaikwad & S.R.Yadav
- Chlorophytum krauseanum (Dinter) Kativu
- Chlorophytum krookianum Zahlbr.
- Chlorophytum lancifolium Welw. ex Baker
  - Chlorophytum lancifolium subsp. lancifolium
  - Chlorophytum lancifolium subsp. cordatum (Engl.) A.D.Poulsen & Nordal
  - Chlorophytum lancifolium subsp. togoense (Engl.) A.D.Poulsen & Nordal
- Chlorophytum latifolium Engl. & K.Krause
- Chlorophytum laxum R.Br.
- Chlorophytum leptoneurum (C.H.Wright) Poelln.
- Chlorophytum lewisae Oberm.
- Chlorophytum limosum (Baker) Nordal
- Chlorophytum littorale Nordal & Thulin
- Chlorophytum longifolium Schweinf. ex Baker
- Chlorophytum longiscapum Dammer
- Chlorophytum longissimum Ridl.
- Chlorophytum macrophyllum (A.Rich.) Asch.
- Chlorophytum macrorrhizum Poelln.
- Chlorophytum macrosporum Baker
- Chlorophytum madagascariense Baker
- Chlorophytum malabaricum Baker
- Chlorophytum malayense Ridl.
- Chlorophytum micranthum Baker
- Chlorophytum minor Kativu
- Chlorophytum modestum Baker
- Chlorophytum monophyllum Oberm.
- Chlorophytum namaquense Schltr. ex Poelln.
- Chlorophytum namorokense H.Perrier
- Chlorophytum nepalense (Lindl.) Baker
- Chlorophytum nervatum (C.H.Wright) Poelln.
- Chlorophytum nervosum Nordal & Thulin
- Chlorophytum nidulans (Baker) Brenan
- Chlorophytum nimmonii Dalzell
- Chlorophytum nubicum (Baker) Kativu
- Chlorophytum nyasae (Rendle) Kativu
- Chlorophytum nzii A.Chev. ex Hepper
- Chlorophytum occultum A.D.Poulsen & Nordal
- Chlorophytum orchidastrum Lindl.
- Chlorophytum parkeri (Baker) Marais & Reilly
- Chlorophytum parvulum Chiov.
- Chlorophytum paucinervatum (Poelln.) Nordal
- Chlorophytum pauciphyllum Oberm.
- Chlorophytum pauper Poelln.
- Chlorophytum pendulum Nordal & Thulin
- Chlorophytum peralbum Poelln.
- Chlorophytum perfoliatum Kativu
- Chlorophytum petraeum Nordal & Thulin
- Chlorophytum petrophilum K.Krause
- Chlorophytum pilosissimum Engl. & K.Krause
- Chlorophytum polystachys Baker
- Chlorophytum pseudocaule Tesfaye & Nordal
- Chlorophytum pterocarpum Nordal & Thulin
- Chlorophytum puberulum Engl.
- Chlorophytum pubiflorum Baker
- Chlorophytum pusillum Schweinf. ex Baker
- Chlorophytum pygmaeum (Weim.) Kativu
  - Chlorophytum pygmaeum subsp. pygmaeum
  - Chlorophytum pygmaeum subsp. rhodesianum (Rendle) Kativu
- Chlorophytum radula (Baker) Nordal
- Chlorophytum ramosissimum Nordal & Thulin
- Chlorophytum rangei (Engl. & K.Krause) Nordal
- Chlorophytum recurvifolium (Baker) C.Archer & Kativu
- Chlorophytum reflexibracteatum Poelln.
- Chlorophytum rhizopendulum Bjorå & Hemp
- Chlorophytum rigidum Kunth
- Chlorophytum ruahense Engl.
- Chlorophytum rubribracteatum (De Wild.) Kativu
- Chlorophytum rutenbergianum Vatke
- Chlorophytum saundersiae (Baker) Nordal
- Chlorophytum scabrum Baker
- Chlorophytum senegalense (Baker) Hepper
- Chlorophytum serpens Sebsebe & Nordal
- Chlorophytum silvaticum Dammer
- Chlorophytum simplex Craib
- Chlorophytum sofiense (H.Perrier) Marais & Reilly
- Chlorophytum somaliense Baker
- Chlorophytum sparsiflorum Baker
  - Chlorophytum sparsiflorum var. sparsiflorum
  - Chlorophytum sparsiflorum var. bipindense (Engl. & K.Krause) Bjorå & Nordal
- Chlorophytum sphacelatum (Baker) Kativu
- Chlorophytum staudtii Nordal
- Chlorophytum stenopetalum Baker
- Chlorophytum stolzii (K.Krause) Weim.
- Chlorophytum subligulatum H.Perrier
- Chlorophytum subpetiolatum (Baker) Kativu
- Chlorophytum suffruticosum Baker
- Chlorophytum superpositum (Baker) Marais & Reilly
- Chlorophytum sylvestre Bardot-Vaucoulon
- Chlorophytum tenerrimum Peter ex Poelln.
- Chlorophytum tetraphyllum (L.f.) Baker
- Chlorophytum transvaalense (Baker) Kativu
- Chlorophytum trichophlebium (Baker) Nordal
- Chlorophytum triflorum (Aiton) Kunth
- Chlorophytum tripedale (Baker) H.Perrier
- Chlorophytum tuberosum (Roxb.) Baker
- Chlorophytum unyikense Engl.
- Chlorophytum velutinum Kativu
- Chlorophytum vestitum Baker
- Chlorophytum viridescens Engl.
- Chlorophytum viscosum Kunth
- Chlorophytum waibelii K.Krause
- Chlorophytum warneckei (Engl.) Marais & Reilly
- Chlorophytum zambiense Bjorå & Nordal
- Chlorophytum zavattarii (Cufod.) Nordal
- Chlorophytum zingiberastrum Nordal & A.D.Poulsen

## Galeria

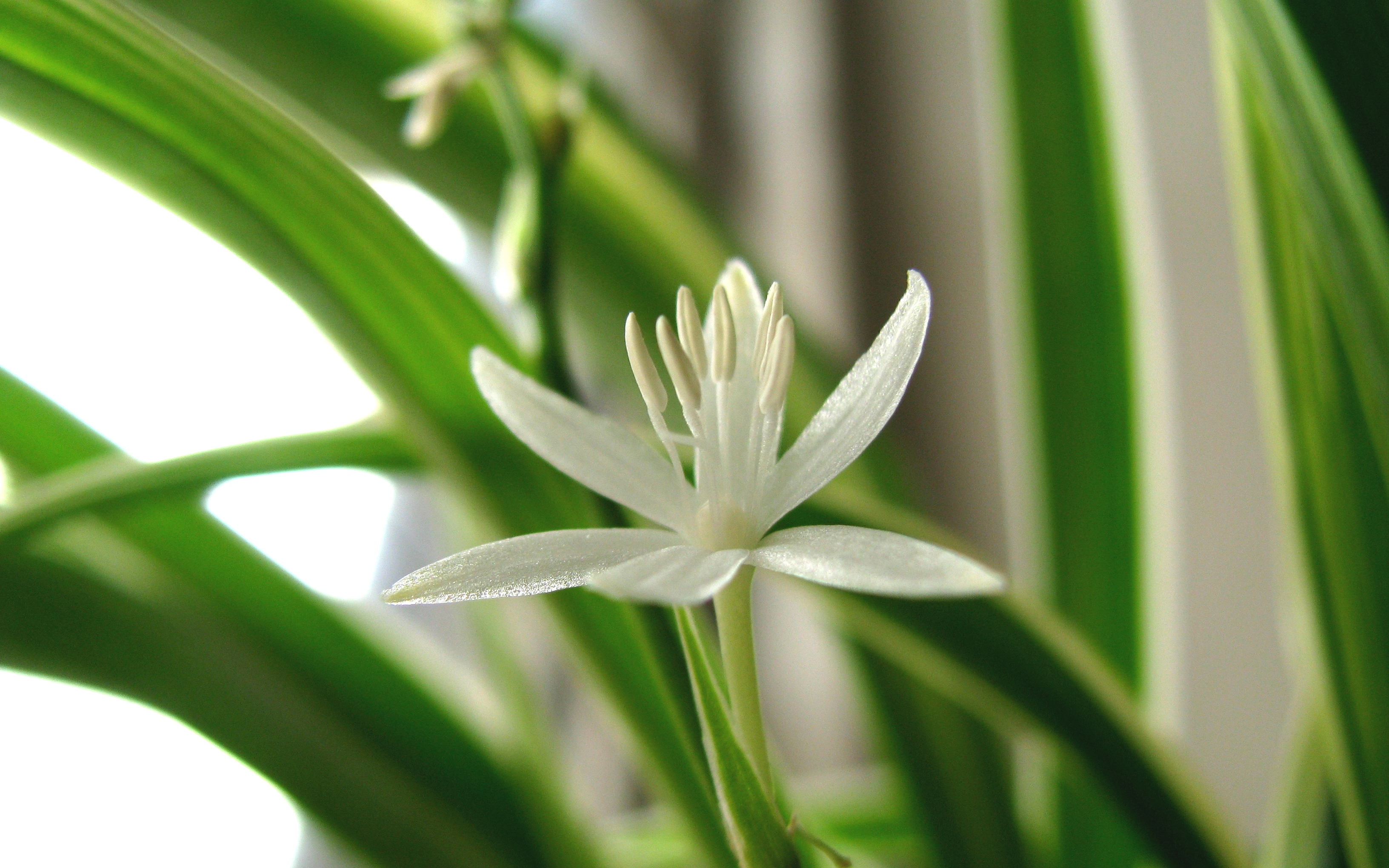
Flor de C. comosum.
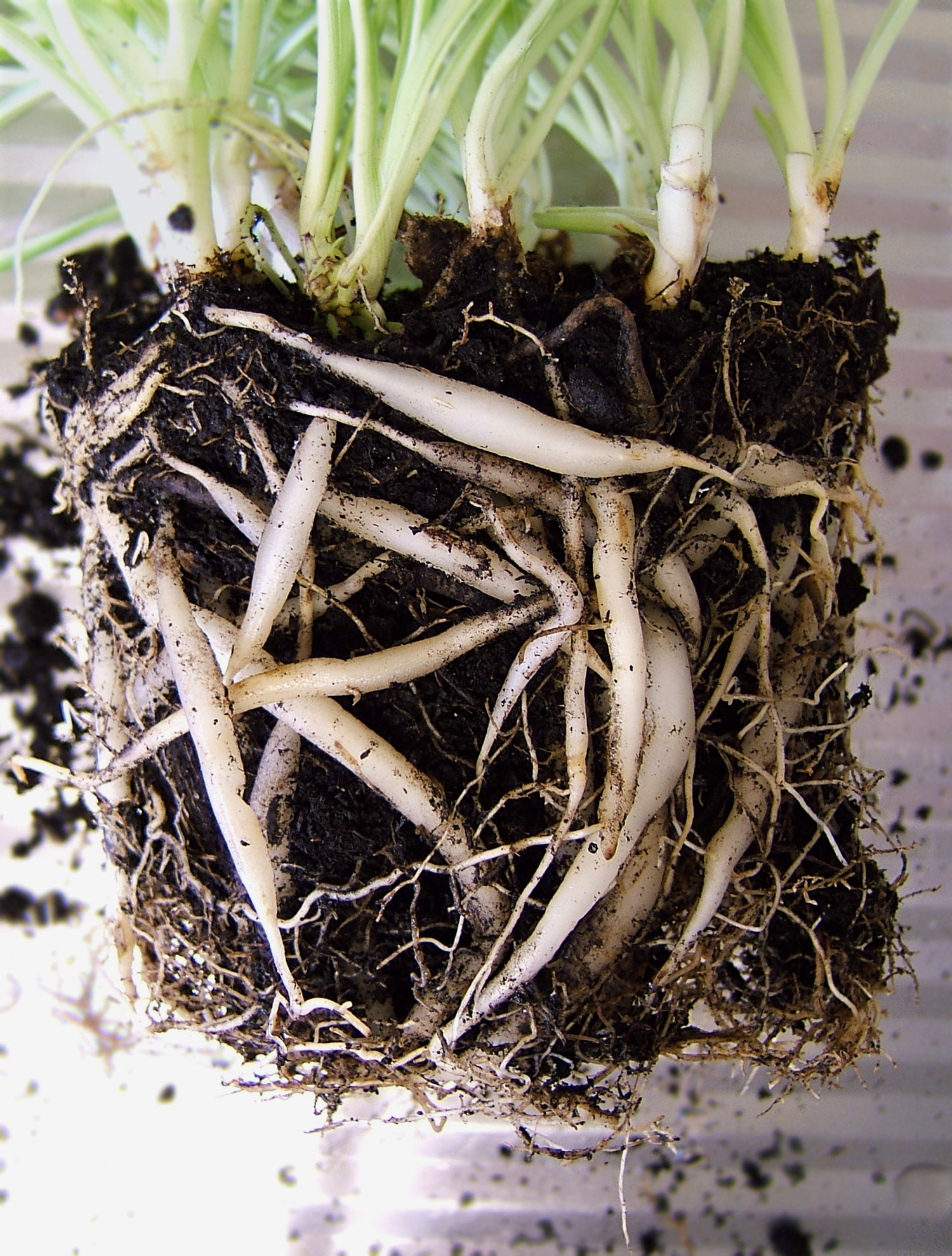
Tubérculos carnudos de C. comosum.
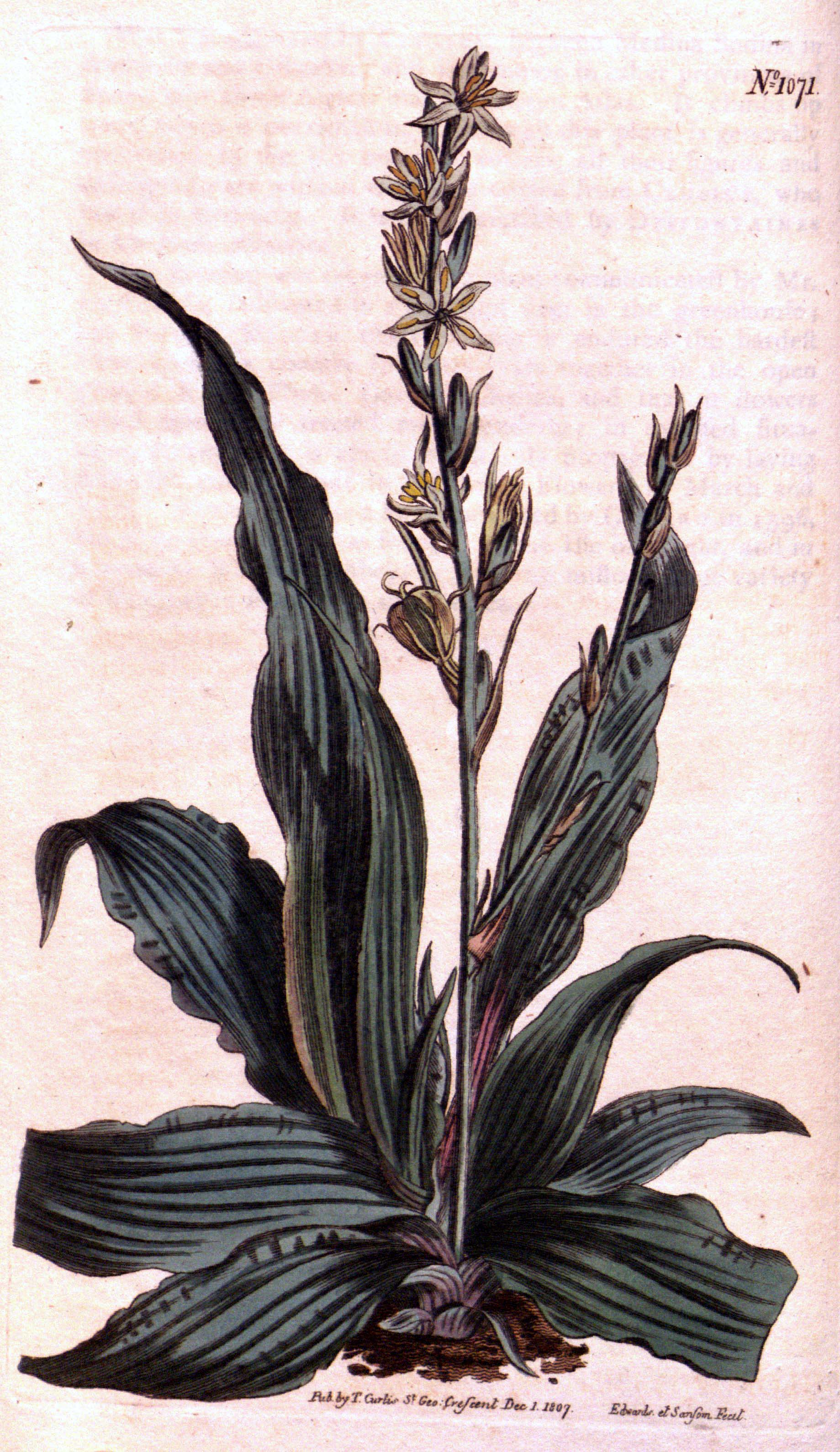
Ilustração de Chlorophytum inornatum (do Curtis’s Botanical Magazine. Volume 27, 1807, figura 1071).
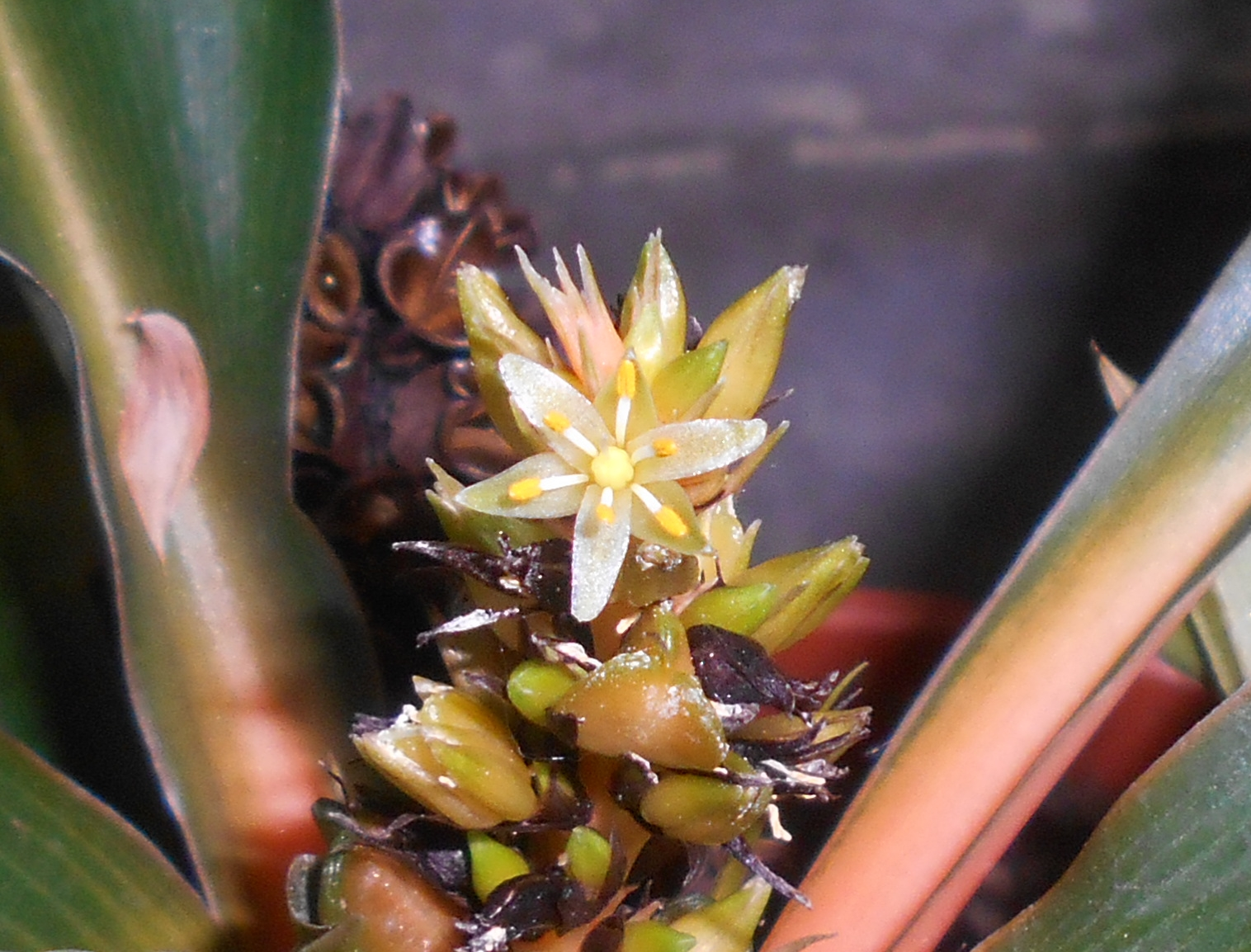
Chlorophytum orchidastrum